# Paradiset (1955)
Paradiset är en svensk film från 1955 i regi av Arne Ragneborn. I de större rollerna ses 
Edvin Adolphson, Gunnel Broström, Naima Wifstrand och Åke Grönberg.
Filmen baserades på den danska filmen Café Paradis (1950), som hade haft Sverigepremiär 1951. Filmens manus skrevs av Johannes Allen och omarbetades av Ragneborn för att utgöra grunden för Paradiset. Producent var Lars Burman, kompositörer Gösta Theselius, Sven Sköld och Harry Arnold, fotograf Jan Lindeström och klippare Carl-Olov Skeppstedt. Filmen premiärvisades den 17 oktober 1955 på biograf Riviera i Stockholm. Den spelades in samma år i Metronome Studios i Stocksund utanför Stockholm. Filmen utgavs på DVD den 19 oktober 2011.

## Handling
Filmen handlar om alkoholisterna Rudolf och Bertil som på grund av sitt missbruk får sparken från sina jobb. För Bertils del slutar det lyckligt, han överger spriten och går i stället till sjöss. För Rudolfs del går det sämre, i filmens slutscen hittas han ihjälfrusen på marken.

## Rollista
- Edvin Adolphson – Rudolf Ekström
- Gunnel Broström – Rita Ekström
- Naima Wifstrand – fru Ekström
- Åke Grönberg – Bertil Karlsson
- Eva Dahlbeck – Ulla Karlsson, Bertils fru
- Doris Svedlund – Barbro, syster till Ulla
- Arne Ragneborn – Lillebror
- Åke Claesson – Martin
- Hugo Björne – Erik Svenning
- Gösta Bernhard – Arne
- Stig Järrel – Tom
- Eivor Engelbrektsson – Lilly, Toms fru
- Sif Ruud – Nora
- Elof Ahrle – kollega till Bertil
- Carl Ström – Mats
- Harry Ahlin – Ville
- Georg Skarstedt – Egon
- Gösta Prüzelius – en medlem i Länkarna
- Linnéa Hillberg – hustru till en medlem i Länkarna
- Lars Burman – berusad gäst på ölcafé
- Sven-Axel "Akke" Carlsson	– skidåkare

### Fotnoter
1. 1 2 3  ”Paradiset”. Svensk Filmdatabas. http://sfi.se/sv/svensk-filmdatabas/Item/?itemid=4468&type=MOVIE&iv=Basic&ref=/templates/SwedishFilmSearchResult.aspx?id%3d1225%26epslanguage%3dsv%26searchword%3dparadiset%26type%3dMovieTitle%26match%3dBegin%26page%3d1%26prom%3dFalse. Läst 8 mars 2013.